# Charovskij rajon
Il Charovskij rajon (in russo Харовский район?) è un rajon dell'Oblast' di Vologda, nella Russia europea; il capoluogo è Charovsk. Istituito il 1º agosto 1929, ricopre una superficie di 3 560 chilometri quadrati ed ospita una popolazione di circa 18 000 abitanti.